# 里德·霍夫曼
里德·蓋瑞·霍夫曼（1967年8月5日—），美国企业家，风险投资家与作家。他同时也是众所周知的LinkedIn的联合创始人，该网络服务网站主要用于商业联系和职位搜索。

## 生平
生于美国加州斯坦福市，青少年时期在加州伯克利渡过。他的父母是Deanna Ruth Rutter女士与 Willian Parker Hoffman, Jr. 先生。
他的曾祖父是Theophilus Adam Wylie，曾任长老教会牧师以及印第安纳大学临时主席。
霍夫曼高中就读于普特尼学校，在那里，他学会了如何种植并酿造枫树糖浆，如何放牛，同时开始研习认识论。1990年他毕业于斯坦福大学符号系统与认识科学（ 曾荣获马歇尔奖学金以及Dinkelspiel奖）。此后他前往牛津大学沃弗森学院继续深造，并于1993年完成哲学硕士学位。
霍夫曼说，在大学期间，他已形成要对世界产生巨大影响的远大抱负。他将学术视为一个“影响”世界的机会，但不久后发现，作为企业家能够让他拥有更加广阔的平台。他说：“当我从斯坦福大学毕业后，我曾想要成为教授和公共知识分子。这个想法并非来源于康德。我想更深度地检视社会， 探寻‘我们是谁？’ 的问题，以及作为个人和社会群体 ‘我们的理想是什么？’ 。但是我后来意识到，知识分子的著书寄言只有五六十个人会去看。我需要更大的影响力”。
抱着这个信念，霍夫曼开始了他的商业创业生涯。霍夫曼于1994年加入Apple Computer公司，参与eWorld的工作，对创建社交网络做最初的尝试。eWorld在1996年被AOL公司收购。此后，霍夫曼在富士通公司工作了一段时间后，在1997年与别人联合创立了自己的第一个公司SocialNet.com。该公司的新意在于为拥有共同兴趣的用户提供约会和配对的机会，例如：高尔夫爱好者们可以在同一个社区中寻找共同的伙伴。Peter Thiel先生说SocialNet.com的概念在那时是领先于其时代的。在其后的7～8年时间里，社交网络才逐渐发展成为了一种趋势。

## PayPal
在经营SocialNet的同时，霍夫曼还是Paypal（电子货币转送服务）创始董事会的一员。2000年一月他离开SocialNet，在Paypal公司全职就任首席运营官的职位（COO）。Allen Blue是Paypal公司由霍夫曼亲自应聘的员工，他说：“Paypal 要竭尽全力利用它一切优势，在巨大竞争压力的环境下，霍夫曼绝对是有效竞争的专家。”公司的外部关系管理全部由他来负责，这包括支付机制/（VISA, MasterCard, ACH, WellsFargo），业务发展（eBay, Intuit等），政府（法规，司法），以及法律事务。Peter Thiel， PayPal公司的老板曾赞扬霍夫曼：“他的重要性要用总消防队队长形容也不足以未过，因为我公司每天有很多火灾需要扑灭。”2002年，eBay公司以15亿美金收购PayPal，当时霍夫曼任职PayPal公司的执行副总裁。

## LinkedIn

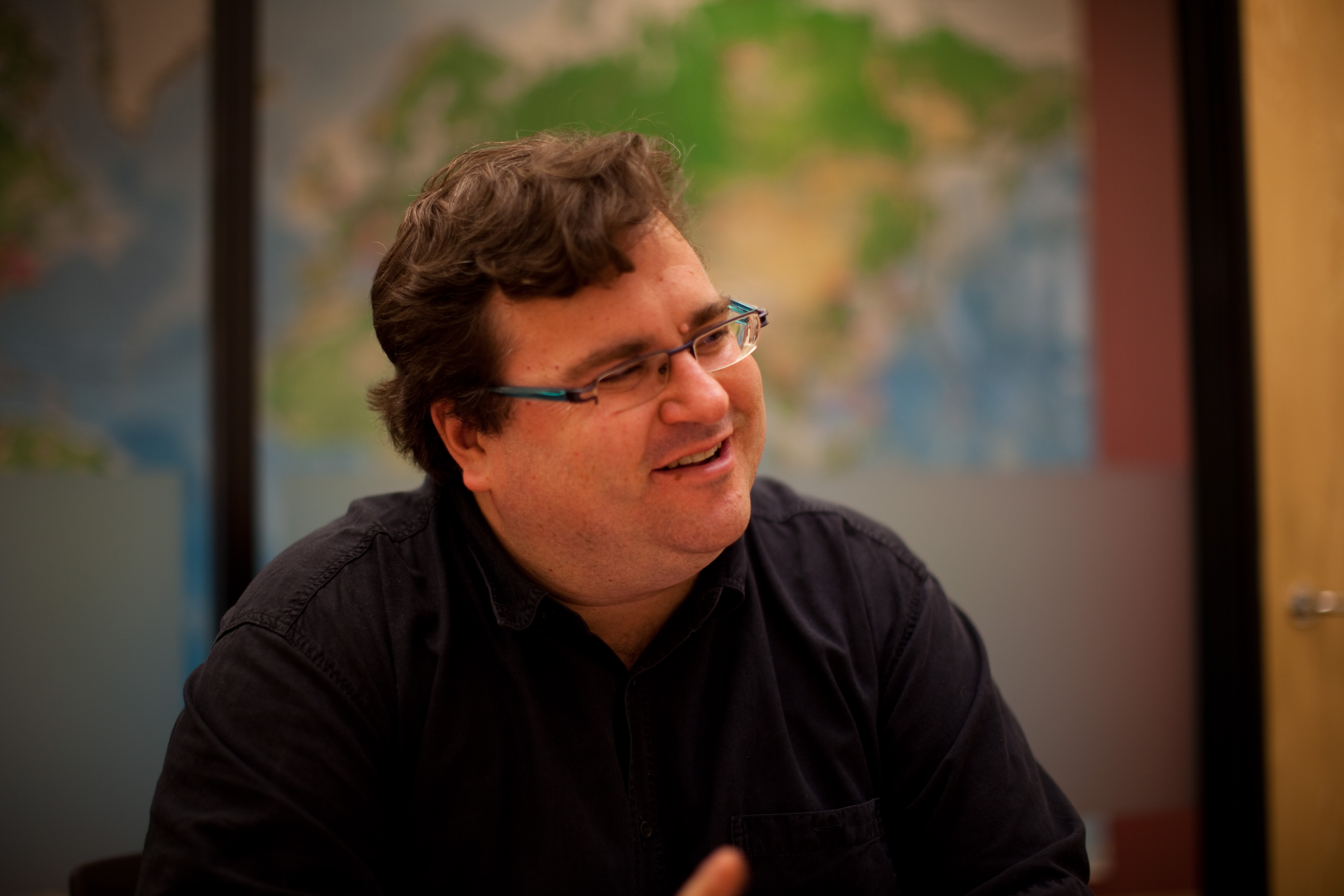
霍夫曼在一次活动中进行演讲

2002年12月，霍夫曼与他前任在SocialNet的两名同事（包括Allen Blue）以及一名大学同学和曾经在富士通公司(Fujitsu)的一名同事联合创立了LinkedIn－第一个商业化社交平台，2003年5月5日正式上线。
霍夫曼在PayPal公司的两位同事，Peter Thiel和Keith Rabois，也分别注资了LinkedIn。到2012年11月为止，LinkedIn已拥有来自于200多个国家和地区的超过1.87亿名注册用户。该网站让注册用户可以与自己有某种程度关系的人士（被称为“联系”）建立并保持联系。用户可以邀请任何人（注册或非注册用户） 加入自己的关系网络。据福布斯杂志（Forbes）称：“迄今为止，LinkedIn是对于当今的求职者和专业人士来说无以比拟、最为有利的社交网络工具” 。
在LinkedIn初期四年的经营里，霍夫曼担任创始人兼行政总裁，并于2007年2月晋升为董事长兼总裁。2007年5月LinkedIn进入了它的第一个盈利年。2009年6月，霍夫曼就任执行主席一职。2011年5月19日在LinkedIn公司首次公开募股时，霍夫曼拥有估价约为23.4亿美元的股份，这并不包括他从2009年开始作为格雷洛克合伙公司合伙人之一所带来的潜在利益。霍夫曼认为很多用户并不知道如何使用LinkedIn的功能与服务，LinkedIn有义务帮助他们了解如何进行使用。2012年8月9日，在与Sarah Lacy Hoffman女士谈话时，霍夫曼曾说到：“我们只有需要更加积极主动的思考如何使用一个工具，才能够不断的突破旧的模式，而大多数人都不是很善于主动去思考的。”

## 投资
在PayPal被eBay公司收购之后，霍夫曼变成美国硅谷最多产和最成功的天使投资人。根据风险投资人David Sze的评价，霍夫曼“可以说是近10年来最为成功的天使投资人”。SurveyMonkey公司行政总裁Dave Goldberg 说：“在创业时，霍夫曼就是你要找的人。”他对一众高科技公司做了80项天使投资。2010年，霍夫曼加入Greylock Partners，负责管理该公司2000万美金的发明基金。他在Greylock Partners的主要工作范围包括消费者与服务，企业软件，消费者互联网，2.0企业，移动产业，社交游戏，网络商城，支付以及社交平台。

### Facebook
根据David Kirkpatrick所著的《Facebook效应》一书，霍夫曼安排了Mark Zukerberg与Peter Thiel的初次会面，由于这次会谈的结果使得Thiel决定向Facebook公司提供50万美金的天使投资。霍夫曼与Thiel共同参与了Facebook公司的第一轮融资。

### Zynga
在Zynga首次融资时，霍夫曼进行了个人注资，并加入Zynga董事会。他与Zynga公司的CEO，Mark Pincus，共同拥有Six Degrees的专利。目前Zynga已成为上市公司，截至2012年8月其市值已达24.8亿美金。

### 其他投资
霍夫曼的其他投资主要包括Wikia、Permuto、SixApart、thesixtyone、Tagged、IronPort、Flickr、Digg、Ping.fm、Nanosolar、Care.com、Knewton、Kongregate、Last.fm、Technetto、OneKingsLane、Wrapp、Edmodo、Vendio和shopkick。
霍夫曼在美国硅谷众所周知的事迹就是他曾坐过会议桌上的每个位置。他担任过初级产品经理（Apple与Fujitsu），Hypergrowth公司执行经理（PayPal），天使投资者，机构投资者，风险投资所支持的公司的CEO与创始人（LinkedIn），私营企业与上市公司的董事会的独立成员。

## 公共智慧工作
霍夫曼是达沃斯世界经济论坛（World Economic Forum）的常客，并曾于2011年和2012年参加了彼尔德伯格会议（Bilderberg Meetings）。
霍夫曼与他人合作举办了“The Weekend To Be Named Later”,  一个受本杰明·富兰克林启发的宏愿好友会，旨意在于与会者一起抱着改变世界的理想进行一场头脑风暴。他在XPrize Foundation会议上发表演说。2012年，Long Beach的TED会议上，他也发表了深长的讲话。他经常在斯坦福大学、牛津大学、哈佛大学、马塞理工、Media Lab担任客座讲师，并在The Charlie Rose Show、Fareed Zakaria、Global Public Square、CNN等时事电视节目中露面。

### 著作
2009年，霍夫曼为华盛顿邮报（Washington Post）撰写了以“让创业公司带我们摆脱困境” （Let Startups Bail Us Out）为题的社论。他还为Strategy+Business撰写有关职业社交的文章。他是LinkedIn 上的思想领导者，发表了许多原创文章。

### 《人生是永遠的測試版：新創企業家改寫生涯的方程式》
《人生是永遠的測試版：新創企業家改寫生涯的方程式》是霍夫曼与Ben Casnocha合著的一本讨论从商的书：适应未来，全心投入，改变事业。
这本书于2012年2月14日在美国出版发行。本书讨论了个人是否应当把自己视为与事业合二为一:一个人为了适应未来的发展，需要给投资自己别且适时的改变职业规划。书中引用了众多美国硅谷科技公司和个人职业生涯的经验教训和成功事例。截止至2012年9月，此书销售量已超过10万本，成为纽约时报（New York Times）和华尔街日报（Wall Street Journal）的上榜畅销书。
《出版者周刊》对此书给予高度评价：“这本书提供了对不同层面事业发展的有价值的指导意见，不仅会帮助读者在不确定的时代保住自己的事业，更能帮助读者从众人当中脱颖而出，飞黄腾达。”《经济学人》说：“霍夫曼和Casnocha的敏锐观察抓住了职场中的重大改变。”

## 慈善事业
LinkedIn公司CEO杰夫·韦纳说：“里德所指出的方向，为世界带来了积极和深远的影响”。他在以下企业和机构的董事会提供服务，其中包括Do Something（督促年轻人采取行动的组织）、Kiva.org（微信贷组织）、Mozilla（开发Firefox浏览器的公司）、The Exploratorium（科学，艺术与人类知觉主题博物馆）以及Endeavour Global（非营利国际发展组织的董事会，发现并支持在新兴市场中具备重大影响力的创业者）。霍夫曼还是QuestBridge教育项目的支持者。

## 政治
2013年4月，游说团体FWD.us（致力于游说有关移民政策改革和改善教育）成立，里德·霍夫曼是其中一个创始人。

## 荣誉和奖项
2012年5月，福布斯Forbes Midas List的排名中，霍夫曼位列高科技投资人的第三名福布斯形容霍夫曼为美国硅谷的超级投资人，并提到对于任何有价值的社交媒体创业公司他基本上都伸出了援手。
2012年，Newsweek和The Daily Beast首次发布“Digital Power Index”，即电子业界年度重要人物100强（另有10名“终生成就奖”获得者），霍夫曼在天使投资人的类别中被列为第三名。
霍夫曼与LinkedIn公司的杰夫·韦纳共享 美国Ernst and Young的2011年年度企业家奖。
2010年霍夫曼在Fast Company’s List，即商界最具创新人士100强名单中位列第17名。
2012年World Affairs Council和Global Philanthropy Forum向霍夫曼与Khan Academy公司的Salman Khan授予荣誉奖。World Affairs Council表彰那些通过其私营的企业或社会活动对社会变迁产生影响并持续做出贡献的优秀领导者。2012年的奖项则是专门为表彰“影响社会的科技成果”而设立的。
2012年TechAmerica授予霍夫曼David Packard Medal成就奖，以表彰他对促进高科技行业以及对社会和人类向前发展所做的杰出贡献。